# Планиметрия
Планиметрията (от латински: planum, „равнина“, и на старогръцки: μετρεω, „измерване“) е дял на евклидовата геометрия, изучаващ геометричните обекти, разположени в една равнина. Такива са равнинните геометрични фигури, като триъгълник, успоредник, квадрат, ромб и други многоъгълници, както и разположени в равнината обекти, като ъгъл, права, лъч, отсечка, вектор.